# Gajodo
Gajodo är en ö i Sydkorea. Den ligger utanför ön Geojedo i provinsen Södra Gyeongsang, i den södra delen av landet, 300 km sydost om huvudstaden Seoul. Arean är 5,9 kvadratkilometer och den har 1 196 invånare.. Administrativt tillhör den Sadeung-myeon, en socken i stadskommunen Geoje. Ön har broförbindelse till Geojedo.